# Overveen vasútállomás
Overveen vasútállomás vasútállomás Hollandiában, Bloemendaal községben, Overveen településen.

## Vasútvonalak
Az állomást az alábbi vasútvonalak érintik:
- Haarlem-Zandvoort-vasútvonal

## Kapcsolódó állomások
A vasútállomáshoz az alábbi állomások vannak a legközelebb:
- Zandvoort aan Zee vasútállomás
- Haarlem vasútállomás